# Gli occhi di Venezia
Gli occhi di Venezia è un romanzo di Alessandro Barbero, pubblicato nel 2011 da Arnoldo Mondadori Editore.
Il libro è stato scritto nel corso dell'intero 2009, ma è stato pubblicato solamente due anni dopo per non coincidere con l'uscita del saggio Lepanto: la battaglia dei tre imperi. Ha vinto il Premio al romanzo storico "Alessandro Manzoni - Città di Lecco" nel 2011.

## Trama
Ambientato nella Venezia del Cinquecento, il romanzo narra la vicenda di Michele, un giovane muratore veneziano, che vive con la madre, Zanetta, la giovanissima moglie Bianca e il padre, Matteo, con cui condivide il mestiere di operaio. Matteo e Michele lavorano alla costruzione di palazzo Lippomano fino a quando Girolamo Lippomano, senatore della Repubblica di Venezia e committente del cantiere, non decide di interrompere i lavori, lasciando gli operai disoccupati e privi di soldi. Matteo se ne lamenta pubblicamente e per questo viene denunciato segretamente al Consiglio dei Dieci. Quando le guardie giungono per arrestarlo, Matteo è insieme a Michele: i due oppongono resistenza e Matteo finisce in un canale, affogando senza che nessuno cerchi di soccorrerlo; sconvolto dalla paura, Michele fugge dalle guardie e s'imbarca su una galera portavalori diretta a Creta, la Loredana, dove lavora come vogatore. Inizia così un viaggio attraverso il Mediterraneo, durante il quale, su un'isola nei pressi di Zara, assiste ad un delitto commesso dal comito della nave, che insieme a tre archibugieri uccide due galeotti che avevano rubato i diecimila zecchini trasportati dalla galera e seppellisce il denaro per tornare a prelevarlo insieme ai suoi complici. Spaventato, torna sull'imbarcazione ma decide di non rivelare nulla di ciò che ha visto. Dopo l'omicidio, la Loredana abborda una feluca turca guidata da mercanti ebrei, che deruba ed affonda insieme all'equipaggio. All'arrivo a Creta, sapendo di essere stato visto da Michele, il comito commissiona il suo omicidio ad un galeotto chiamato Lupo, che fallisce nel suo intento per il fortunoso intervento del parone della galera, Cesare d'Anversa. Venuto a conoscenza del bando sulla testa del giovane, il parone decide di farlo imbarcare su galea genovese, l'Aquila, dove Michele è assunto come buonavoglia.
Nel frattempo, a Venezia, Bianca e Zanetta sono costrette a svolgere i lavori più umili per sopravvivere: dapprima, entrambe riescono a impiegarsi come lavandaie, ma ben presto, a causa dell'affitto troppo elevato e del rischio concreto, per Bianca, di finire nel mondo della prostituzione, le due donne decidono di abbandonare la casa in cui vivevano con i mariti e ritirarsi all'ospizio dei Derelitti. Qui sono assistite da prè Anzolo, un sacerdote che trova una sistemazione per Zanetta ed un lavoro per Bianca, che divenne domestica presso la ricca vedova Margherita Trevisan. Durante questo periodo di lavoro, la ragazza viene vessata dalla padrona, che la obbliga a restare fuori casa mentre riceve il suo amante. Entrata in una casa di donne sole, Bianca si dà all'accattonaggio, fino a quando non incontra il nobile Lippomano. La ragazza decide quindi di tornare da prè Anzolo, dove si fa leggere una lettera che Michele aveva dettato ad uno scrivano, per poi trovare lavoro presso Palazzo Bernardo, dove stringe amicizia con la padrona di casa, Clarice. Questa, prendendo a cuore la storia di Bianca, premendo sul marito, il nobile Lorenzo Bernardo, perché usi la propria influenza sul Consiglio dei Dieci per concedere la grazia a Michele. Questi, intanto, dopo aver navigato sull'Aquila nell'Italia Meridionale al fianco del galeotto africano Ahmed, viene catturato da un equipaggio turco ma riesce a fuggire grazie all'aiuto di Ahmed e a recarsi a Costantinopoli per raccontare la propria storia al bailo veneziano, ignorando che si trattava proprio del Lippomano.
Frattanto, da Venezia parte una delegazione diretta a Costantinopoli, guidata da Lorenzo Bernardo, con lo scopo di arrestare il Lippomano, accusato di imbrogliare sulle forniture di grano a Venezia. Arrivato a Costantinopoli, ser Lorenzo prende il posto di Girolamo Lippomano e riceve Michele, del quale ascolta il racconto e per il quale firma un salvacondotto per tornare a Venezia. Il Lippomano e Michele vengono imbarcati sulla stessa nave e rimpatriati, ma prima dell'arrivo il senatore si getta in mare morendo. Una volta tornato, Michele viene interrogato dal Consiglio dei Dieci, che lo scambia per un impostore e lo fa recludere, finché il ragazzo non riesce a provare che i due ladri della Loredana sono stati sepolti sull'isola dove il comito gli sottrasse i diecimila zecchini della refurtiva. Grazie all'influsso di donna Clarice, Michele viene liberato e può finalmente ricongiungersi con Bianca.

## Stile
L'autore ha riconosciuto nei Promessi sposi di Alessandro Manzoni un precedente diretto per Gli occhi di Venezia, come storia di due giovani amanti separati dalle avversità. Alessandro Barbero ha tratto lo spunto per quest'opera da un fatto realmente accaduto, e cioè l'arresto del bailo Girolamo Lippomano a Costantinopoli.